# Corcy
Corcy és un municipi francès situat al departament de l'Aisne i a la regió dels Alts de França. L'any 2007 tenia 309 habitants.

## Demografia

### Població
El 2007 la població de fet de Corcy era de 309 persones. Hi havia 108 famílies de les quals 20 eren unipersonals (8 homes vivint sols i 12 dones vivint soles), 36 parelles sense fills, 48 parelles amb fills i 4 famílies monoparentals amb fills.
La població ha evolucionat segons el següent gràfic:
Habitants censats

### Habitatges
El 2007 hi havia 151 habitatges, 110 eren l'habitatge principal de la família, 35 eren segones residències i 6 estaven desocupats. 149 eren cases i 1 era un apartament. Dels 110 habitatges principals, 103 estaven ocupats pels seus propietaris, 6 estaven llogats i ocupats pels llogaters i 1 estava cedit a títol gratuït; 4 tenien dues cambres, 12 en tenien tres, 29 en tenien quatre i 65 en tenien cinc o més. 73 habitatges disposaven pel capbaix d'una plaça de pàrquing. A 38 habitatges hi havia un automòbil i a 67 n'hi havia dos o més.

### Piràmide de població
La piràmide de població per edats i sexe el 2009 era:
| Homes | Edats   | Dones |
| ----- | ------- | ----- |
| 0     | 95 o +  | 0     |
| 0     | 90 a 94 | 4     |
| 0     | 85 a 89 | 0     |
| 0     | 80 a 84 | 0     |
| 4     | 75 a 79 | 4     |
| 4     | 70 a 74 | 4     |
| 16    | 65 a 69 | 4     |
| 0     | 60 a 64 | 8     |
| 0     | 55 a 59 | 0     |
| 20    | 50 a 54 | 12    |
| 16    | 45 a 49 | 4     |
| 8     | 40 a 44 | 12    |
| 12    | 35 a 39 | 20    |
| 16    | 30 a 34 | 12    |
| 0     | 25 a 29 | 12    |
| 12    | 20 a 24 | 8     |
| 24    | 15 a 19 | 4     |
| 24    | 10 a 14 | 8     |
| 16    | 5 a 9   | 8     |
| 4     | 0 a 4   | 12    |

## Economia
El 2007 la població en edat de treballar era de 216 persones, 177 eren actives i 39 eren inactives. De les 177 persones actives 165 estaven ocupades (94 homes i 71 dones) i 12 estaven aturades (5 homes i 7 dones). De les 39 persones inactives 11 estaven jubilades, 18 estaven estudiant i 10 estaven classificades com a «altres inactius».

### Ingressos
El 2009 a Corcy hi havia 121 unitats fiscals que integraven 328 persones, la mediana anual d'ingressos fiscals per persona era de 20.262 €.

### Activitats econòmiques
Dels 5 establiments que hi havia el 2007, 1 era d'una empresa de comerç i reparació d'automòbils, 2 d'empreses de serveis, 1 d'una entitat de l'administració pública i 1 d'una empresa classificada com a «altres activitats de serveis».
L'únic servei als particulars que hi havia el 2009 era un taller de reparació d'automòbils i de material agrícola.
L'any 2000 a Corcy hi havia 3 explotacions agrícoles.

## Equipaments sanitaris i escolars
El 2009 hi havia una escola maternal integrada dins d'un grup escolar amb les comunes properes formant una escola dispersa.

## Poblacions més properes
El següent diagrama mostra les poblacions més properes.